# بحر رجرج (صنعاء القديمة)

تعديل مصدري - تعديل

حارة بحر رجرج هي إحدى حارات مدينة صنعاء القديمة، بلغ تعداد سكانها 1049 نسمة حسب تعداد اليمن لعام 2004.